# Actinodaphne malaccensis
Actinodaphne malaccensis är en lagerväxtart som beskrevs av Joseph Dalton Hooker. Actinodaphne malaccensis ingår i släktet Actinodaphne och familjen lagerväxter. Inga underarter finns listade i Catalogue of Life.